# Мариела Мер
Мариела Мер (на немски: Mariella Mehr) е швейцарска журналистка, общественичка и активистка за защита на правата на емигрантите и ромите, драматург, поетеса и писателка на произведения в жанра лирика, драма и документалистика.

## Биография и творчество
Мариела Мер е родена на 27 декември 1947 г. в Цюрих, Швейцария. Принадлежи към етноса ениши, емигрантска номадска група имаща шотландски произход, която е част от ромския народ и е едно от най-потиснатите малцинства. Става обект на правителствения проект „Hilfswerk für die Kinder der Landstrasse“ (Организация за подпомагане на уличните деца) за установяване на уседналост, при който децата на енишите се отделят от техните родители. В резултат на програмата тя е настанявана в 16 сиропиталища и три дома за деца. Въдворявана е в психиатрично заведение четири пъти и прекарва деветнадесет месеца в женски поправителен дом в община Хилденбанк.
През 1973 г. тя е член-основател на организацията „Radgenossenschaft der Landstrasse“, организация за самопомощ на енишите, в която е активна, първоначално като касиер, а в периода 1976 – 1982 г. като секретар. От 1975 г. пише статии за вестниците и радиото, в които защитава маргинализираните общности.
На шестнадесет години започва да пише първите си стихотворения. Публикува първата си творба през 1975 г.
През 1981 г. е издаден първият ѝ роман „Steinzeit“ (Каменна ера). В него разказва за различните си престои в домове и клиники и за опита си като обект на програмата за подпомагане на уличните деца. Романът е високо оценен и получава литературните награди на кантоните Цюрих и Берн.
През следващите години публикува още романи, в които разширява работата си по темата за насилието и в други области, особено историко-културни. В произведенията си защитава причините за емиграцията и потиснатите малцинства. Романът ѝ „Daskind“ от 1995 г. получава наградата „Шилер“.
За литературната си и обществена дейност през 1998 г. е удостоена с почетната степен „доктор хонорис кауза“ от университета в Базел.
Тя е един от основателите на „Международната ромска писателска асоциация“ (IRWA) в Хелзинки, която е разпусната през 2008 г. поради липса на интерес от ромски писатели и роми като цяло.
Мариела Мер живее в Швейцария.

## Произведения

### Самостоятелни романи
- Steinzeit (1981)
- Zeus oder der Zwillingston (1994)
- Daskind (1995)
- Brandzauber (1998)
- Angeklagt (2002)

### Поезия
- In diesen Traum schlendert ein roter Findling (1983)
- Nachrichten aus dem Exil (1998) – на немски и ромски
- Widerwelten (2001) – на немски и ромски
- Im Sternbild des Wolfes (2003)

### Документалистика
- Das Licht der Frau. Bericht über Spanien und die Stierkämpferinnen (1984)
- Kinder der Landstrasse. Ein Hilfswerk, ein Theater und die Folgen (1987)
- Rückblitze (1990)

### Пиеси
- Kinder der Landstrasse (1986)
- Silvia Z (1986)
- Anni B (1989)